# Diat´kowo
Diat´kowo – miasto w Rosji, w obwodzie briańskim. W 2010 roku liczyło 29 439 mieszkańców.